# Kadaga
Kadaga – wieś na Łotwie, w krainie Liwonia, w novadsie Ādaži. Według danych na rok 2012, miejscowość zamieszkiwało 1997 osób.